# Dryopithecinae
De Dryopithecinae zijn een onderfamilie van uitgestorven primaten uit de familie mensachtigen (Hominidae). Deze onderfamilie telt twee geslachten.

## Taxonomie
- Onderfamilie Dryopithecinae †
  - Geslacht: Dryopithecus †
    - Soort: Dryopithecus brancoi †
      -  Ondersoort: Dryopithecus brancoi fontani †

    - Soort: Dryopithecus crusafonti †
      -  Ondersoort: Dryopithecus crusafonti brancoi †

    - Soort: Dryopithecus fontani †
      -  Ondersoort: Dryopithecus fontani laietanus †

    - Soort: Dryopithecus laietanus †
      -  Ondersoort: Dryopithecus laietanus crusafonti †

    -  Soort: Dryopithecus wuduensis †

  -  Geslacht: Pierolapithecus †
    -  Soort: Pierolapithecus catalaunicus †